# パケ死
パケ死（パケし）とは、携帯電話などの通信量が想定外に大きくなった結果、通信料金が高額となり、支払困難または支払不能に陥るさまを表現した俗語である。近年はパケット定額制通信サービスが普及しているため少なくなりつつある。

## 経緯
移動体通信の端末が普及した当初、従量制の課金を採用しているサービスが多く、請求額が無制限に上がっていた。また、日本においては多くの場合、事後支払い方式であるために、学生・児童が、余暇に様々なコンテンツを楽しんでいて高額請求されるなど、支払い能力を超えた料金請求が発生し、社会問題となった。契約に問題があったとして、消費者と事業者の間で訴訟に発展した事例もある。
通信量が増大する原因として、以下のような利用形態が挙げられる。
1. データ量が大きい音楽や動画
2. 通信量の多いアプリケーション
3. 携帯電話向けでないウェブページ
4. 携帯電話をパソコンやPDAにテザリングしてのインターネット接続

### パケット定額制の登場
定額制サービスが始まった最初のころは、定額制の適用される通信内容と適用されない内容の違いが消費者に分かりにくく、定額制だからとサービスを利用していて、後日請求金額から適用外であったことに気付くなどの混乱も発生している。特にモバイル通信など携帯電話をノートパソコンに繋いで利用した場合は適用外となっていたために、国民生活センターなどに相談した事例が報告されている。
また、定額制プランに加入していてもパケ死が起こるリスクがある。そのひとつに、NTTドコモだと「スピードモード」、SoftBankだと「快適モード」といわれるサービスがある。通常は、2GBのデータ通信プランを選択すると、2GB使いきれば、自動的に128kbpsの低速通信になり、追加プランを購入するか選択できる。
しかし前述の「スピードモード」や「快適モード」の無制限プランを契約すると、選択画面が表示されず、自動的に追加料金1GB当たり税別1,000円が追加される。同様にauのエクストラオプションに加入すると、2GBごとに税別2,500円が加算される。そのため実質青天井となり、それを知らずに使い続けると、多額の通信料金が請求される可能性もある。
2014年に発売された、iPhone 6や6Plusを購入する場合は、それらへの加入が強制されているため、パケ死のリスクが指摘されている。

### プライスキャップ制
パケット定額制が利用可能な場合であっても、利用者の不十分な理解または勘違いにより、正しい利用や設定の方法、また料金プランやオプションの選択がなされておらず、パケ死の原因となる場合もある。
パケット定額制に申し込んでいない利用者が、無線パケット通信を使いすぎても、ある一定の上限額を超えては課金されないという、いわゆる「プライスキャップ制」を導入するキャリアもある。
- Y!mobile（ワイモバイル）：「パケット安心サービス」

### 意味の変化
スマートフォン時代に入り、無線パケット通信料の料金体系が抜本的に変化したため、当時ほど一般的な問題とはなっておらず、パケ死は死語となりつつある。しかし、予め契約により決まっている月間データ通信量の上限を超えたため、通信速度制限が掛かる状態を「パケ死」と言って、従前の意味が変化している。また、日本国外でのデータ通信利用時に高額な請求を受ける事例が見られる。
「海外利用」の上限額を設定していても、何らかの理由（誤設定等）により、上限額を越えて請求が来た事例もある。国際ローミング中に、パケット定額制、音声通話定額制やモバイルデータ通信定額制を利用するには、特定のAPN事業者に接続するなど、日本国内とは異なる設定が必要な場合がある。定額サービスに対応しない国家でのデータローミングや、APN設定を適切に行わなかった場合、au版iPhoneは、GSMの無線パケット通信では、定額制の対象にならず、使用したデータ従量に応じて料金が発生する。この場合の「パケ死」は、アクセスポイントを自動設定したままで渡航したことで起こる。